# 대원문화재단
대원문화재단은 문화예술인 및 문화예술단체 발전에 기여하기 위하여 2004년 12월 30일 설립된 문화체육관광부 소관의 재단법인이다. 사무실은 서울특별시 강남구 삼성동 159-9 도심공항타워 15층에 있다.

## 주요 사업
- 국내 음악대학장이 추천하는 장래가 촉망되는 지휘전공 및 성악, 기악 전공자에 대한 장학금 및 해외연수 지원
- 음악예술 발전에 탁월한 업적을 남긴 음악인 및 음악단체에 대한 지원 등

## 대원음악상
대원문화재단은 한국 클래식 음악계의 지속적인 발전을 도모하고자 2006년 대원음악상을 제정하여 국내외 클래식 발전에 현저하게 공헌한 한국인을 선정 및 포상하여 그 업적을 기려왔다.
기악, 성악, 지휘, 작곡 등 음악 활동을 통해 한국의 우수한 음악적 역량을 국내외 무대에 널리 알리고 한국 클래식 음악계를 빛낸 음악인 또는 단체를 선정하여 시상하며, 각 부문으로는 대원음악상 대상, 대원음악상 연주상, 대원음악상 작곡상, 대원음악상 신인상 등이 있다. 또한, 재단 이사회와 심사위원회에서 특별히 시상할 필요가 있다고 인정되는 경우 특별상으로 공로상, 장려상, 특별공헌상 등을 시상한다.

### 역대 수상자
- 제1회 대원음악상(2006) 대상: 정명훈(지휘) | 작곡상: 강석희 | 공로상: 이강숙(음악평론)
- 제2회 대원음악상(2007) 대상: 한국예술종합학교 음악원 | 작곡상: 진은숙 | 장려상: 강승민(첼로), 성민제(베이스), 장유진(바이올린)
- 제3회 대원음악상(2008) 대상: 백건우(피아노) | 특별공헌상: 세종솔로이스츠 | 연주상: 콰르텟21 | 작곡상: 박인호
- 제4회 대원음악상(2009) 대상: 강동석·서울스프링실내악축제 | 특별공헌상: 임헌정(지휘) | 연주상: 양성원(첼로)
- 제5회 대원음악상(2010) 대상: 강효·대관령국제음악제 | 연주상: 연광철(베이스) | 작곡상: 백병동
- 제6회 대원음악상(2011) 대상: 서울시립교향악단 | 연주상: 서울모테트합창단 | 신인상: 조성진(피아노) | 장려상: 박종민(베이스)
- 제7회 대원음악상(2013) 대상: 조수미(소프라노) | 특별공헌상: 김남윤(바이올린) | 연주상: 클라라 주미 강(바이올린) | 장려상: 전민재(작곡)
- 제8회 대원음악상(2014) 대상: 정경화(바이올린) | 특별공헌상: 故이운형(세아그룹 회장) | 연주상: 사무엘 윤(바리톤) | 장려상: 이수빈(바이올린)
- 제9회 대원음악상(2015) 대상: 연광철(베이스) | 연주상: 김선욱(피아노) | 신인상: 노부스 콰르텟
- 제10회 대원음악상(2016) 대상: 김민(지휘, 바이올린) | 특별공헌상: 신수정(피아노) | 신인상: 임지영(바이올린)
- 제11회 대원음악상(2017) 대상: 김대진(피아노, 교육, 지휘) | 특별공헌상: 박영희(작곡) | 연주상: 성시연(지휘)
- 제12회 대원음악상(2019) 대상: 조성진(피아노) | 특별공헌상: 이규도(성악) | 신인상: 양인모(바이올린)
- 제13회 대원음악상(2024) 대상: 손열음(피아노) | 연주상: 김봄소리(바이올린) | 신인상: 임윤찬(피아노)